# Brzeczka (województwo wielkopolskie)
Brzeczka – osada leśna w Polsce położona w województwie wielkopolskim, w powiecie wrzesińskim, w gminie Miłosław.